# جنگل (فیلم ۲۰۰۲)
«جنگل» (انگلیسی: The Forest (2002 film)) یک فیلم است که در سال ۲۰۰۲ منتشر شد.